# Mumtaz Dhrami
Mumtaz Rustem Dhrami także Muntaz Dhrami (ur. 10 listopada 1936 w Gjirokastrze) – albański rzeźbiarz.

## Życiorys
Był synem szewca Rustema i Vasfije z d. Dalipi. Od dzieciństwa zdradzał zamiłowanie do rysunku. W Pałacu Pionierów w Gjirokastrze jego talent docenił artysta amator Niko Nasto, który zachęcał Dhramiego, aby kontynuował naukę w tym kierunku. W liceum artystycznym Jordan Misja w Tiranie razem z Sotirem Kostą trafił do klasy, którą opiekował się rzeźbiarz Abdurrahim Buza. Po ukończeniu szkoły w 1956 rozpoczął pracę w kooperatywie rzemieślniczej, w której wykonywano przedmioty z porcelany.
Samodzielną twórczość artystyczną rozpoczął w 1957. Rzeźba Dhramiego Dziewczyna z szalem (alb. Vajza me shall) trafiła na wystawę do Galerii Narodowej w Tiranie. W roku 1957 wyjechał na studia do Akademii Sztuk Pięknych w Leningradzie, gdzie kształcił się pod kierunkiem Michaiła Anikuszyna. Studia przerwał w 1961, z uwagi na pogorszenie stosunków albańsko-radzieckich, by ukończyć je w Instytucie Sztuk w Tiranie. Dyplom uzyskał na podstawie rzeźby w drewnie, przedstawiającej działaczy narodowych Çerçiza Topulliego i Mihala Grameno.

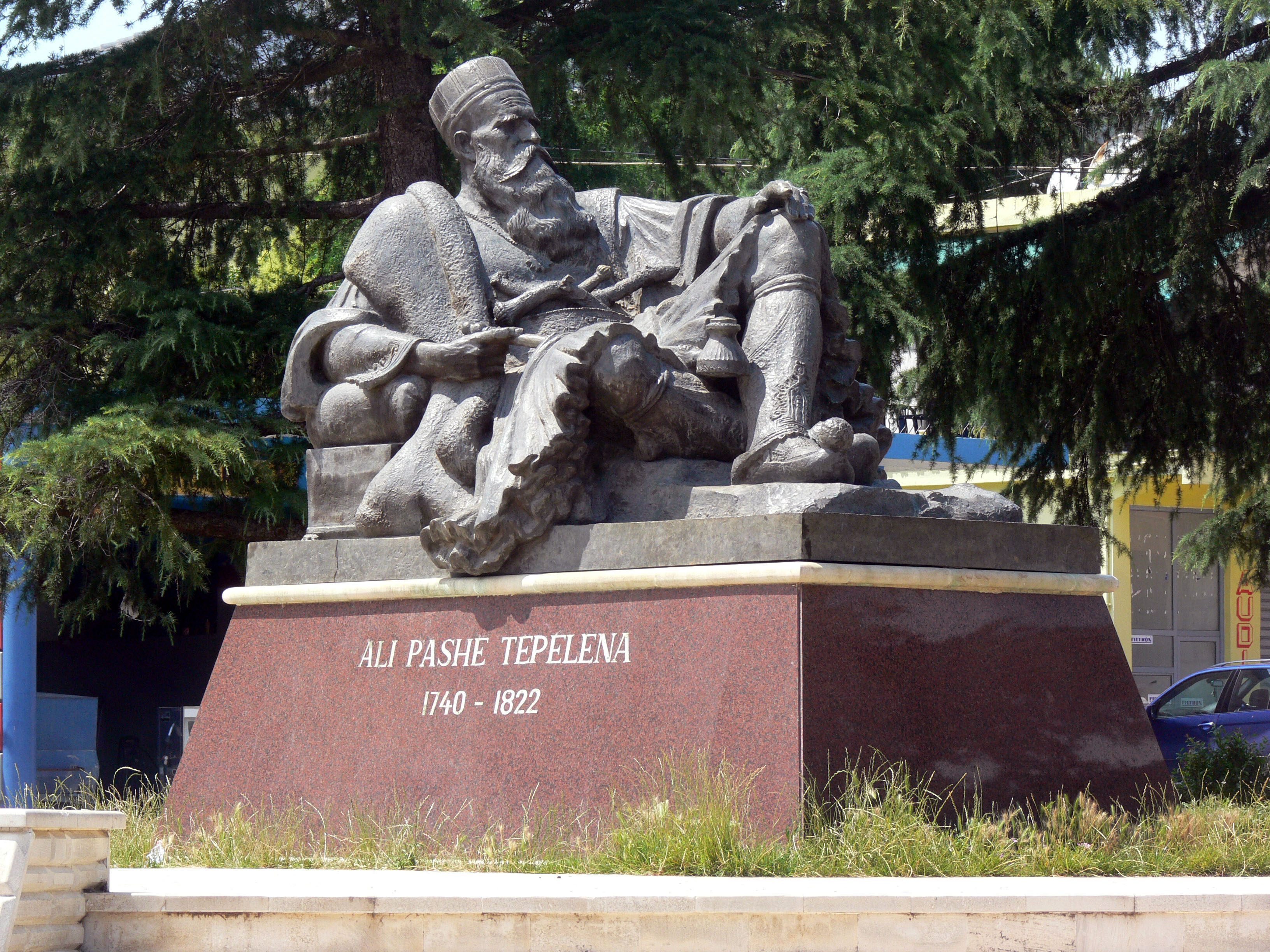
Pomnik Ali Paszy w Tepelenie

Po studiach rozpoczął pracę w Instytucie Sztuk. Równolegle pracował nad kolejnymi rzeźbami, przedstawiającymi wybitne postacie z historii Albanii, m.in. Ali Paszę z Tepeleny i Kostandina Kristoforidhiego. Brał udział w dwóch projektach grupowych, które zwyciężyły w konkursach i doczekały się realizacji w plenerze. W 1972 projekt Pomnika Niepodległości we Wlorze zrealizował wspólnie z Kristaqem Ramą i Shabanem Hadërim, a następnie projekt pomnika Matki Albanii (alb. Nënë Shqipëri), który stanął na przedmieściach Tirany. Największym dziełem, które zrealizował wspólnie ze Stefanem Papamihalim i Ksenofonem Kostaqim był Pomnik Edukacji. Mierzący ponad 7 m monument stanął w Gjirokastrze. 
Szczególne miejsce w jego twórczości zajął pomnik Envera Hodży, który stanął w rodzinnym mieście dyktatora – Gjirokastrze. Dla stworzenia tego dzieła władze Albanii zakupiły we Włoszech 5 bloków marmurowych, o łącznej wadze 80 ton. Wykonany z włoskiego marmuru przez Dhramiego pomnik przedstawiający Hodżę naturalnej wielkości został zniszczony w latach 90. XX w. W 2011 zrealizował projekt pomnika Stanisława Zubera, który stanął w Kuçovej, a w 2018 popiersie Jana Pawła II, znajdujące się w Tiranie, w sąsiedztwie stadionu narodowego. W 1999 eksponował swoje prace w galerii le Miroir des Maîtres w Genewie.
W 1964 został wyróżniony nagrodą honorową na Biennale w Aleksandrii. Przez władze Albanii został nagrodzony tytułem Artysty Ludu (alb. Artist i Popullit).
W 2020 wyróżniony Srebrnym Medalem „Zasłużony Kulturze Gloria Artis”. W imieniu ministra kultury odznaczenie wręczył ambasador RP w Albanii Karol Bachura.